# Australoheros capixaba
Australoheros capixaba es una especie de pez que integra el género Australoheros de la familia Cichlidae en el orden de los Perciformes. Habita en el centro-este de América del Sur.

## Distribución geográfica
Este pez habita en el centro-este de América del Sur, siendo endémico del sudeste del Brasil, en las cuencas del río São Mateus, del río Itaúnas, del río Seca Barra, y en la cuenca del bajo río Doce.

## Taxonomía y características
Australoheros capixaba fue descrita para la ciencia en el año 2010, por el ictiólogo Felipe P. Ottoni.
Etimología
La etimología de su nombre genérico Australoheros deriva de la palabra latina australis en el sentido de 'sur', y el nombre nominal 'héroe', de la tribu Heroini. El término específico proviene de la palabra capixaba, una expresión idiomática brasileña para referirse a las personas que han nacido en el Estado de Espírito Santo, la región en la que esta especie habita.